# Israel Eldad
Israel Eldad, ursprungligen Israel Scheib, född 1910 i Pidvolotjsk i östra Galizien i nuvarande Ukraina, död 1996, var en israelisk filosof och terrorist. Han var medlem av gerillagruppen Sternligan, där han från 1942 blev chefsideolog och en i dess ledartrojka.
Israel Scheibs familj blev flyktingar under första världskriget och han blev i Lviv vittne till en pogrom, där judar mördades. Han utbildade sig i Wien parallellt på universitetet och på ett teologiskt seminarium för rabbiner. Han disputerade i filosofi, men slutförde inte sin rabbinexamen. Han arbetade därefter som gymnasielärare i Volkovysk i dåvarande Polen, skrev artiklar i revisionistiska sionistiska tidskrifter och blev ledare för den lokala avdelningen av Betar, den revisionistiska sionismens ungdomsorganisation.
Israel Scheib var 1937-39 lärare på lärarseminariet i det då polska Vilnius och var fortsatt aktiv i Betar. På Betars tredje kongress 1938 försvarade han den polska Betar-ledaren Menachem Begin mot attacker av den högsta revisionistiska ledaren Zeev Jabotinsky. Denne angrep Begins militanta linje. När andra världskriget bröt ut 1939, lyckades han och Begin tillsammans fly från Warszawa och kom till dåvarande brittiska mandatområdet Palestina.
För sin underjordiska verksamhet inom Lehi använde Israel Scheib bland annat täcknamnet Eldad, som blev det namn som han senare blev känd under. År 1942 arbetade han nära Lehis chef Avraham Stern och blev sedan denne dödats av britterna en av tre i Lehis ledartrojka tillsammans med Nathan Yellin-Mor och Yitzhak Shamir. I denna roll var han en av dem som godkände förslaget att mörda Folke Bernadotte i september 1948. Eldad var ideologen i Lehi-toppen.
Efter självständigheten hade Israel Eldad under många år svårigheter att få arbete som lärare, då han stämplats som ideologiskt farlig av arbetarpartiet och dess ledare, premiärministern David Ben Gurion. År 1962 blev Israel Eldad lärare på en teknisk skola i Haifa där han kunde stanna i 20 år. Därefter var han lärare på bosättningen Ariels högskola. Vid sin död hyllades han som en nestor bland israeliska nationalister.
Israel Eldad var far till politikern Aryeh Eldad, ledare för det nationalistiska småpartiet Hatikva.